# Drew Pearce
Drew Pearce (sinh 24 tháng 8 năm 1975) là nam biên kịch và đạo diễn người Anh Quốc. Anh từng là đồng biên kịch cho Iron Man 3 và biên kịch Mission: Impossible – Rogue Nation.